# Aelurillus v-insignitus
Aelurillus v-insignitus – вид пауков из семейства пауков-скакунов.

## Внешний вид
Самец имеет v-образный рисунок на голове и белую полосу на брюшке. Самка крапчато-коричневая. Самец размером в 4—5 мм в длину, а самка 5—7 мм.

## Этимология
Слово лат. insignitus значит подписанный, из-за v-образного рисунка.

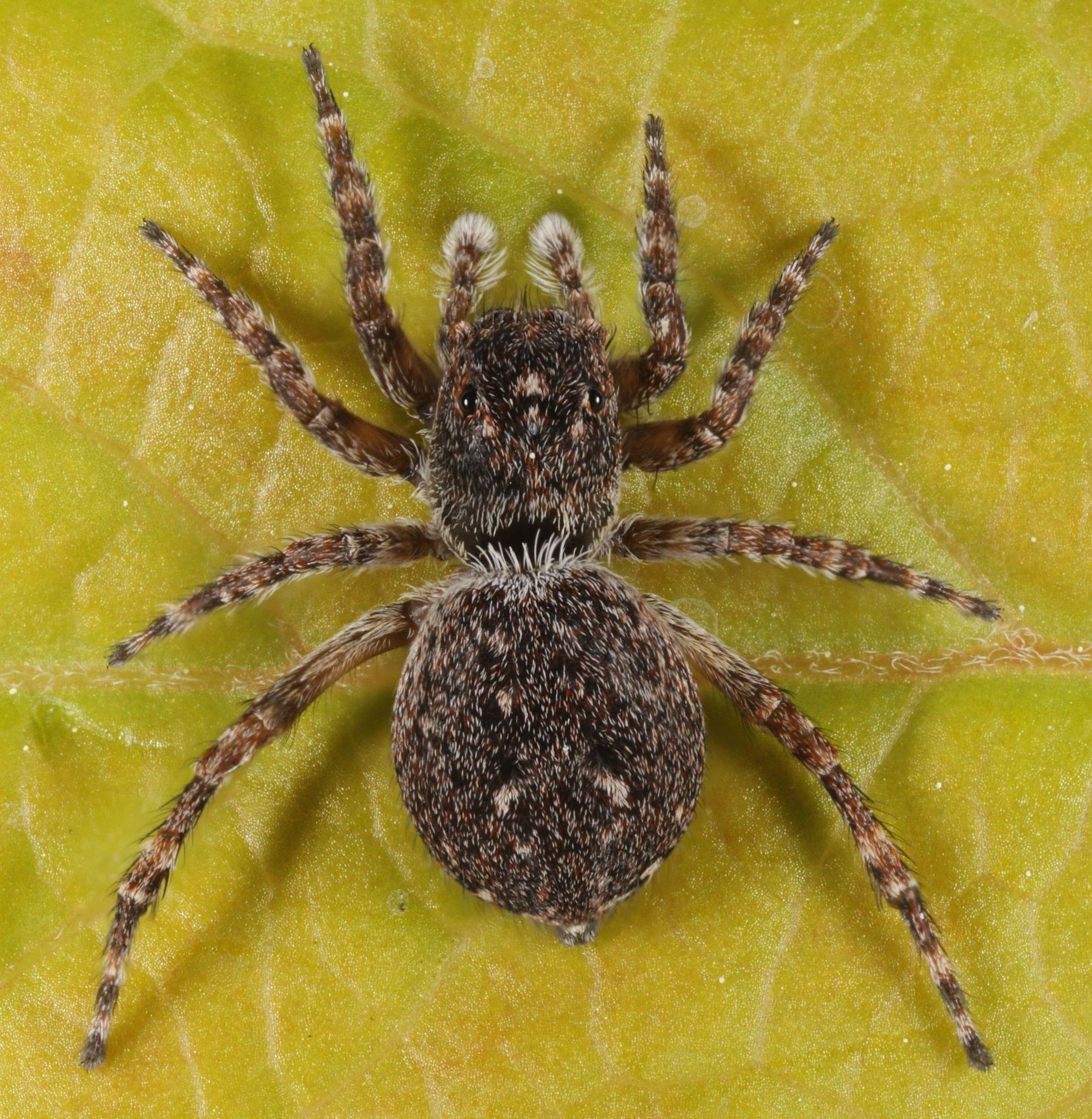
Взрослая женщина
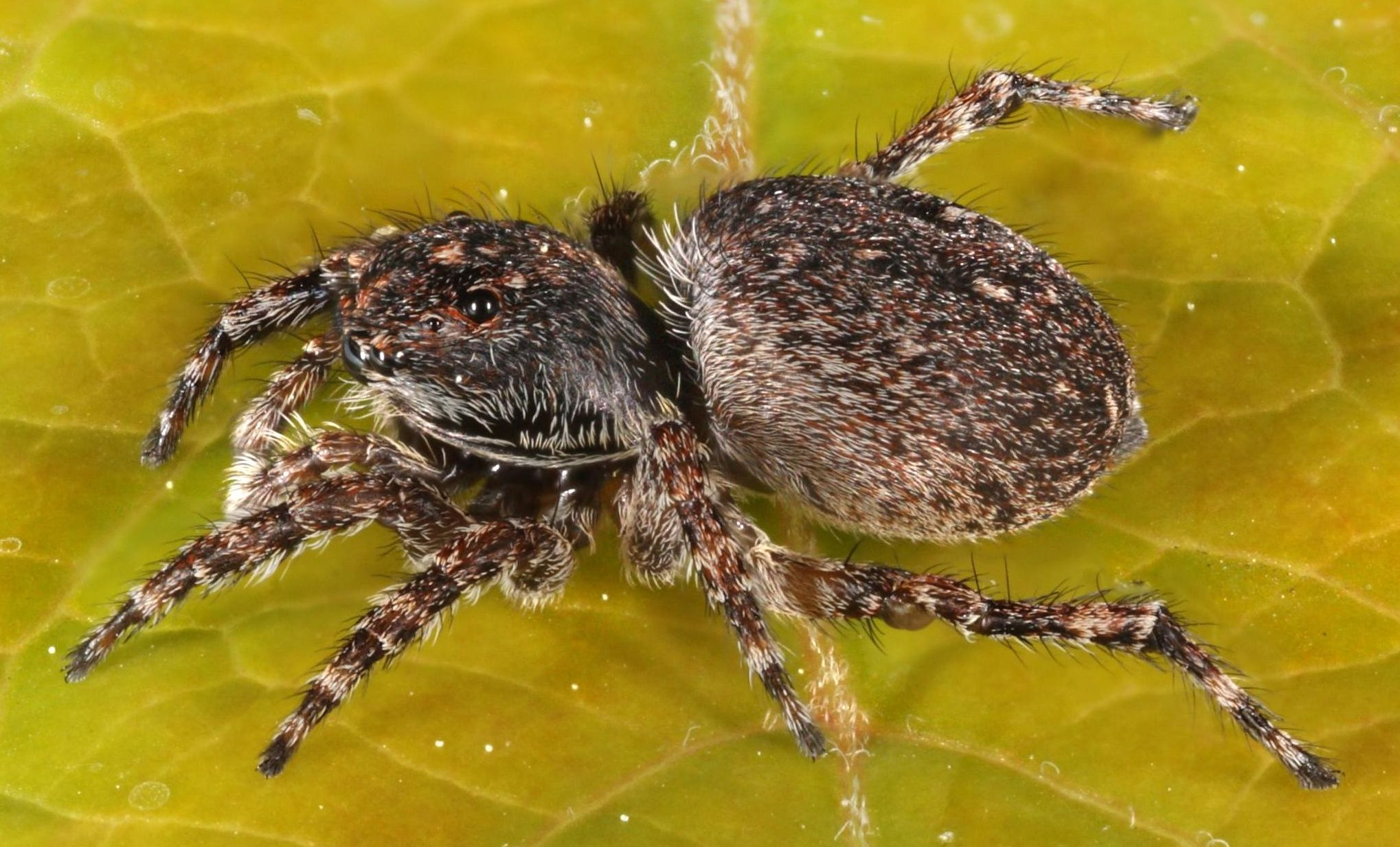
Взрослая женщина
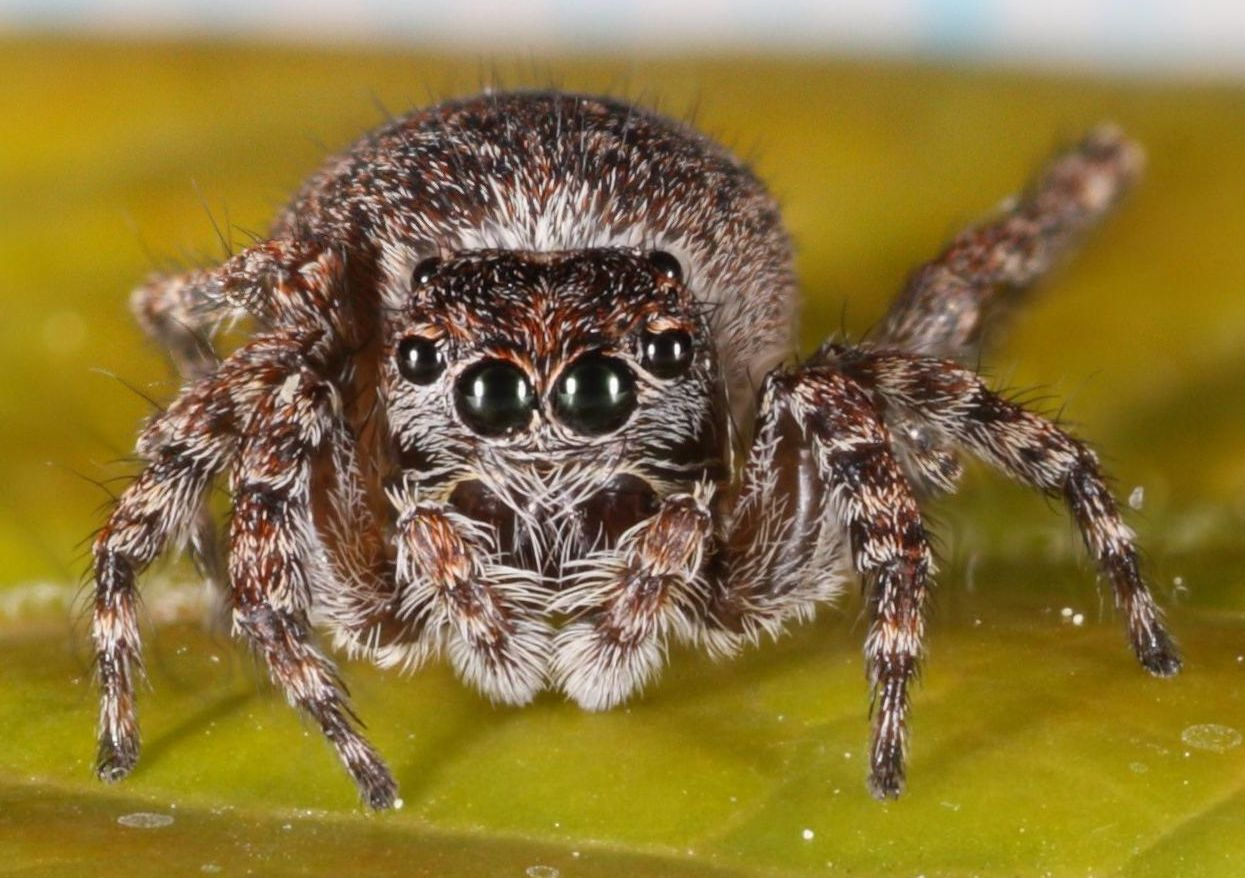
Взрослая женщина

## Распространение
Aelurillus v-insignitus встречается в Палеарктике. 

## Подвиды
- Aelurillus v-insignitus morulus Simon, 1937 — Франция
- Aelurillus v-insignitus obsoletus Kulczynski, 1891 — Западная Европа